# Leonardus Patijn
Leonardus Patijn, auch Leonardus Patyn oder Leonard Patijn (* 10. August 1718 in Rotterdam; † 14. Juni 1778 ebenda), war ein niederländischer Mediziner und Stadtarzt in Rotterdam.

## Leben
Leonardus Patijn studierte ab 1735 an der Universität Leiden Medizin und promovierte unter dem Rektor Albert Schultens am 8. Januar 1740 mit seiner Dissertation De omento et ejus inflammatione zum Dr. der Medizin. Er wirkte anschließend als Arzt in Rotterdam, wo er später zum Stadtarzt ernannt wurde und darüber hinaus auch zur Verbesserung der Qualifikation der Chirurgen auf den Handelsschiffen von Rotterdam mit seinem Kollegen Salomon de Monchy unter Verleihung des Titels eines Professors durch die Stadt Rotterdam die erweiterte Ausbildung der zukünftigen Chirurgen übernahm.
Leonardus Patijn wurde am 20. Oktober 1772 unter der Präsidentschaft des Mediziners Ferdinand Jakob Baier mit dem akademischen Beinamen Archimedes unter der Matrikel-Nr. 774 Mitglied der Kaiserlichen Leopoldino-Carolinischen Akademie der Naturforscher. Leonardus Patijn war ab 1769 Direktor der Bataafsch Genootschap der Proefondervindelijke Wijsbegeerte in Rotterdam.

## Schriften
- Leonardus Patyn: Dissertatio medica inauguralis de omento et ejus inflammatione. Apud Joan. et Herm. Verbeek, Lugduni Batavorum 1740 (books.google.de)